# 威廉·威斯特摩兰

1966年10月26日，美國總統林登·詹森和駐越美軍司令威廉·魏摩蘭在越南金蘭灣基地

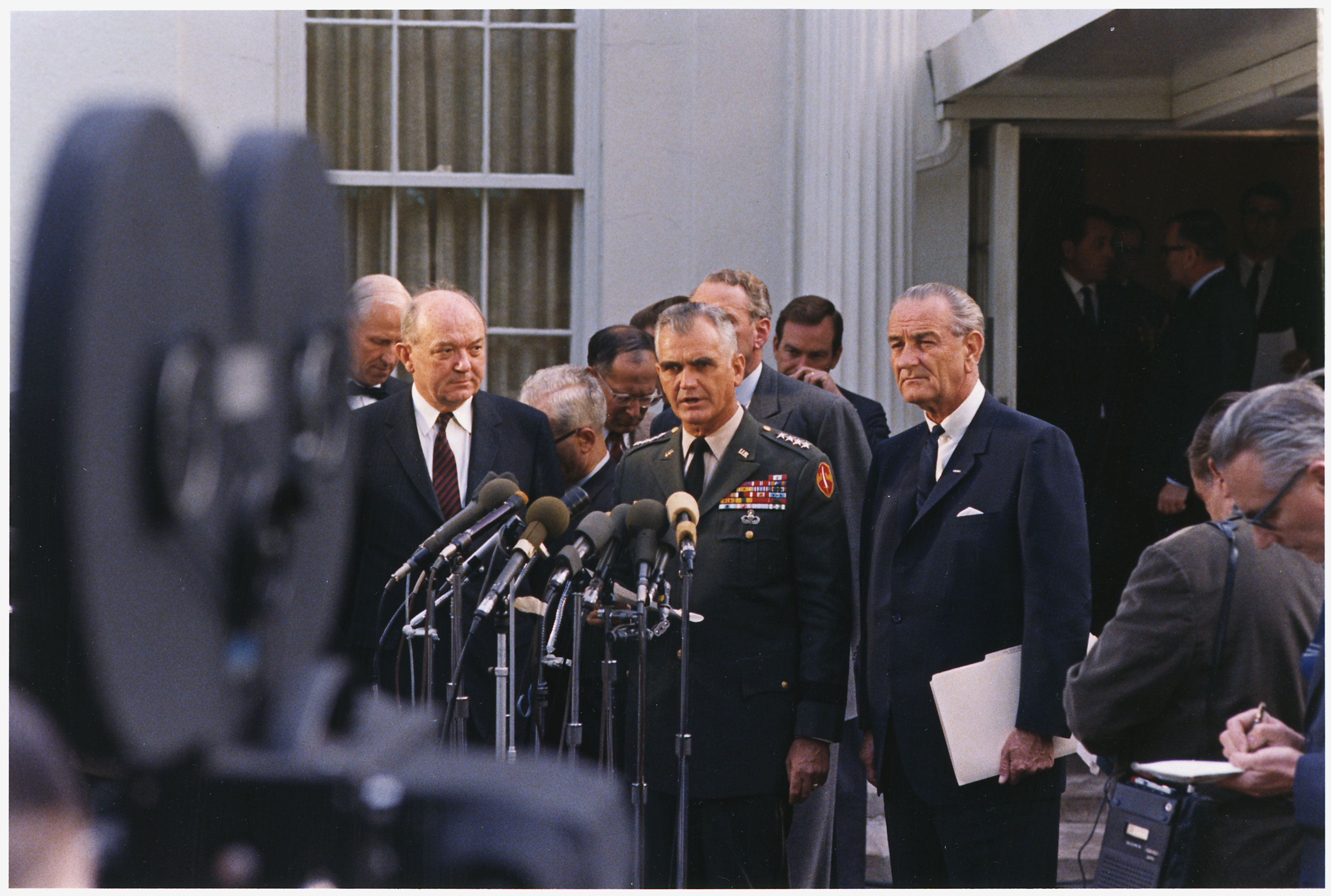
1968年4月7日，駐越美軍司令魏摩蘭將軍與美國總統林登·詹森在白宮外舉行新聞發布會

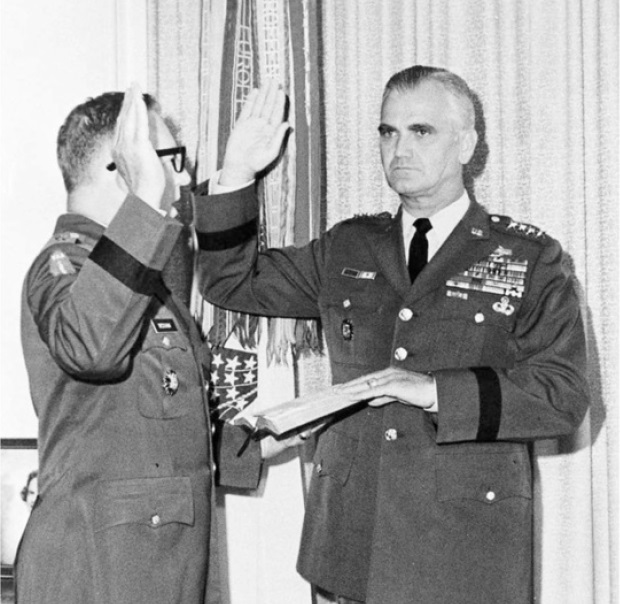
1968年7月3日，威廉·魏摩蘭上將宣誓就任美國陸軍參謀長

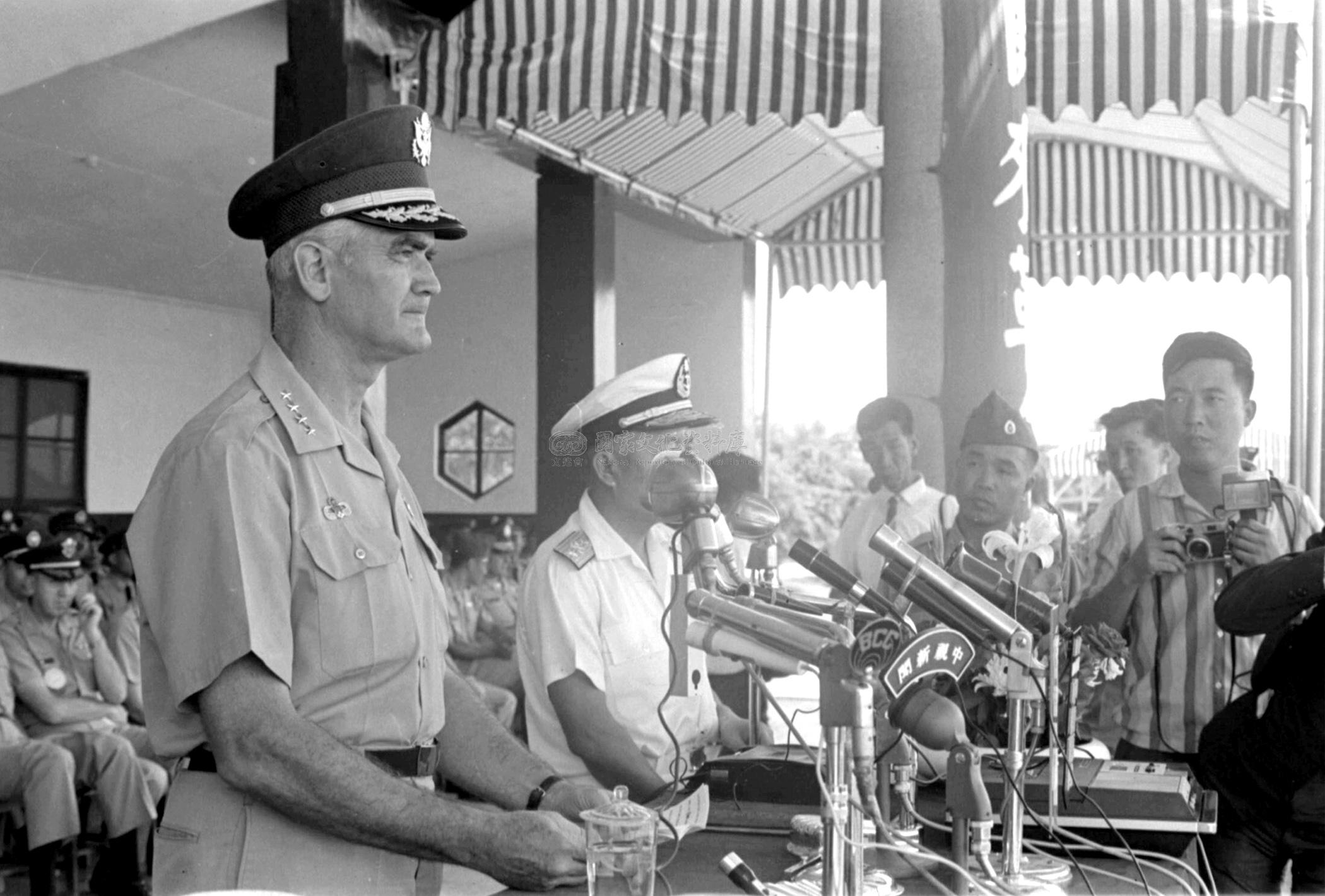
1970年中華民國陸軍成功嶺陸軍訓練基地舉行暑期大專集訓開訓及授槍典禮，魏摩蘭將軍應邀向集訓學生演講

威廉·蔡尔兹·威斯特摩兰（英語：William Childs Westmoreland，1914年3月26日—2005年7月18日），美国陆军上将，1964年至1968年越南战争期间任驻越美军最高指挥官，随后又任美国陆军参谋长，在任內成功將美國陸軍由徵兵制轉型為募兵制。
魏摩蘭將軍對越共和北越軍隊採取了減員戰略，試圖耗盡他們的人力和補給。他還利用了美國在砲兵和空中力量方面的優勢，無論是在戰術對抗中還是在對北越進行戰略轟炸中。公眾對戰爭的支持最終減少了，特別是在1968年溪山戰役和春節攻勢之後。當他被重新任命為陸軍參謀長時，美國在越南的軍隊人數達到了535,000人的高峰。魏摩蘭將軍的戰略最終在政治上失敗了。不斷增長的美國傷亡和徵兵削弱了美國人民對戰爭的支持，而非戰鬥人員的大規模傷亡削弱了南越的支持。這也未能削弱北越的戰鬥意志，但南越政府至軍隊則有一個很大程度上不受魏摩蘭將軍控制的作戰失敗因素——從未成功建立足夠合法性的規定來平息對南越軍隊對越共的叛逃。

## 生平
1914年，威斯特摩兰出生于一个南卡罗来纳的商人家庭，父母分別從事當地的銀行業和紡織業，1936年毕业于西点军校，参加过二战和朝鲜战争。
1936年，魏摩蘭從西點軍校畢業後，成為一名砲兵少尉軍官，並在西爾堡的第18野戰砲兵部隊服役，1939年，他晉升為中尉，之後他在夏威夷斯科菲爾德兵營的第8野戰砲兵團擔任連長和營參謀。
二戰期間，魏摩蘭在突尼斯、西西里島、法國和德國與第9步兵師第34野戰砲兵營作戰；他在突尼斯和西西里指揮第34營。他在戰時達到臨時上校軍銜，1944年10月13日被任命為第9步兵師參謀長。
戰後，魏摩蘭上校於1946年在喬治亞州本寧堡的陸軍空降學校完成了傘兵訓練。
1952年7月至1953年10月，魏摩蘭上校在日本和韓國指揮第187空降團級戰鬥隊並晉升准將，1953年10月返回美國本土後，魏摩蘭擔任參一（G-1）副助理參謀長，負責陸軍參謀人員的人力控制，直至1955年。
1955年晋升为少将，是美国陆军历史上最年轻的少将。1960年任西点军校校长。

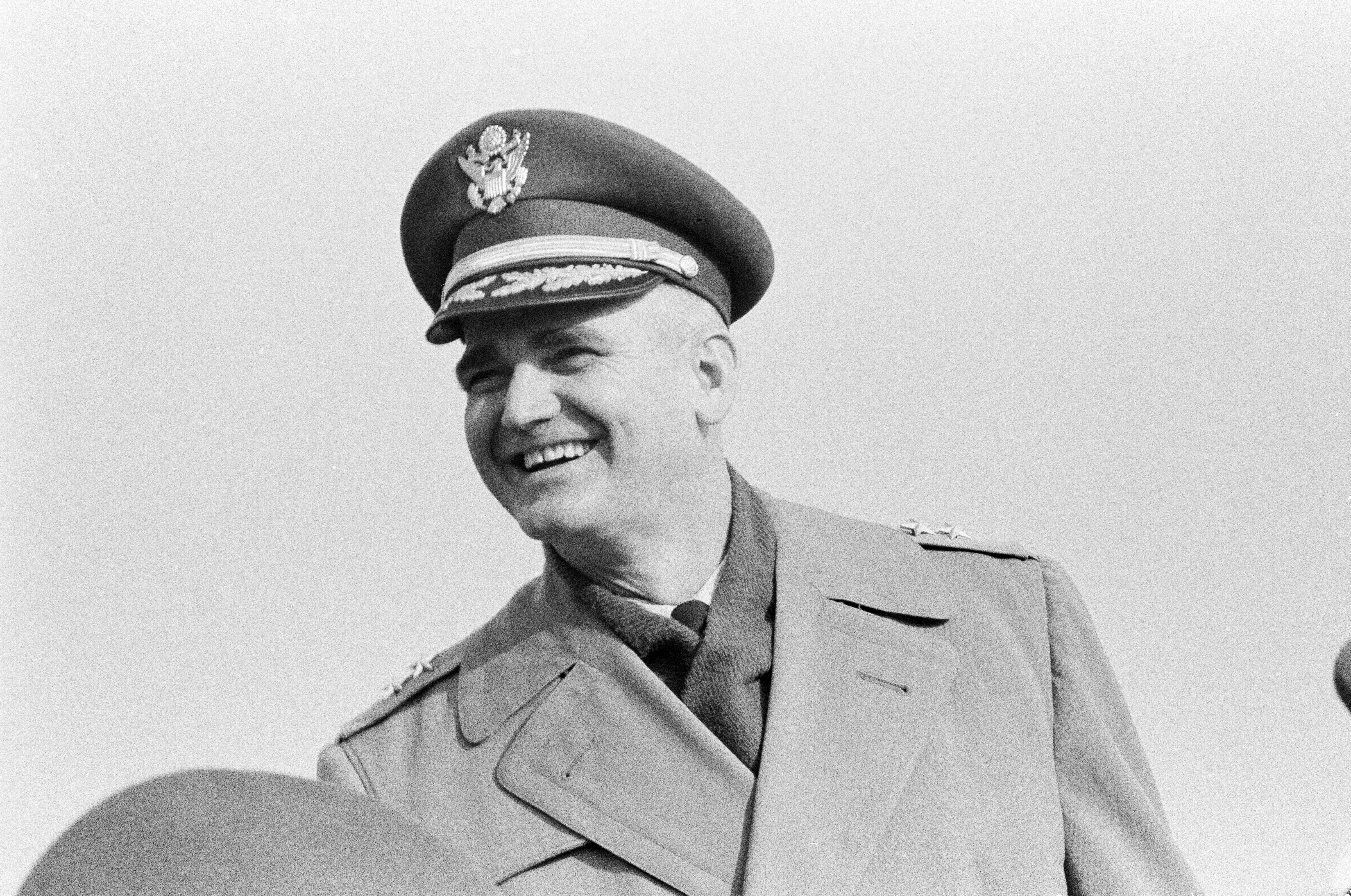
1961年，在費城舉行陸海軍比賽中的魏摩蘭少將

1964年任越战美军总司令并晋升为四星上将，美陆军在其任内开始大量使用直升机运载士兵深入森林。1968年經總統林登·约翰逊总统召回国任陆军总参谋长，于1972年退役，退役后试图从政。1974年参加南卡罗来纳州州长竞选，但是没有成功，1976年出版了自传《一个战士的报告》，他曾表示：“很少人有我这么长的战地指挥经验。他们把我派到那里，然后又忘了我。我总是每周工作7天，每天工作超过14小时。我沒有遗憾，不需要道歉，我尽了最大努力。”
根據美國政府解密的文件顯示，越戰時期魏摩蘭將軍曾於1968年計劃將核彈由關島安德森空軍基地（Andersen Air Force Base）經由菲律賓克拉克空軍基地（Clark Air Base）空運至南越，預備用來轟炸北越。但計劃被當時美國總統詹森獲知後，立即下令終止行動，主要原因是擔心中國可能像韓戰一樣全面參戰，導致戰事失控成為更大規模的國際衝突，在美軍於越南溪生戰役前夕，計劃運送核彈至南越做為扭轉戰局的準備。此一代號為「擊碎下顎」(Fracture Jaw) 的行動是美軍太平洋司令部的核准下進行，預備在通知北越後隨即進行核彈轟炸。
1968年6月，魏摩蘭被林登·詹森總統任命接替哈羅德·約翰遜將軍擔任美國陸軍參謀長。春節攻勢後不久，宣布克雷頓·艾布蘭將軍將接替威魏摩蘭擔任駐越美軍指揮官。儘管該決定是在1967年底做出的，但媒體普遍認為這是對被共產黨襲擊措手不及的懲罰。
威廉·魏摩蘭上將擔任美國陸軍參謀長時，於1970年7月16日至19日訪問台灣，並獲得時任參謀總長賴名湯頒授二等雲麾勳章。

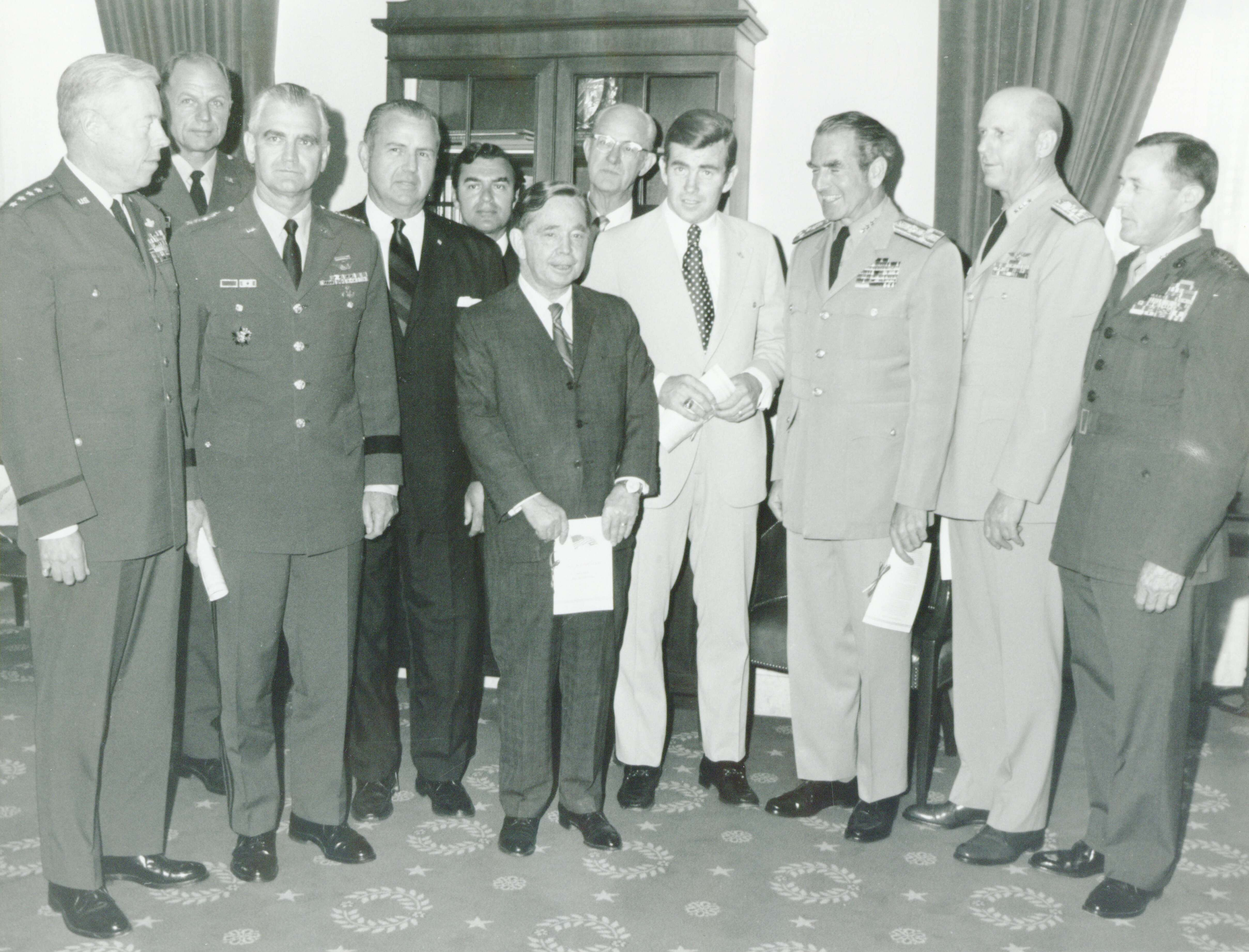
1971年6月14日，擔任美國陸軍參謀長的魏摩蘭將軍與眾議院議長卡爾·阿爾伯特（Karl Albert）及美國空軍副參謀長約翰·邁耶（John Meyer）將軍等人會面

魏摩蘭將軍擔任美國陸軍參謀長的任期於1972年6月30日結束。他被尼克森總統任命為歐洲盟軍最高指揮官，但魏摩蘭拒絕了，選擇於1972年6月30日退休。

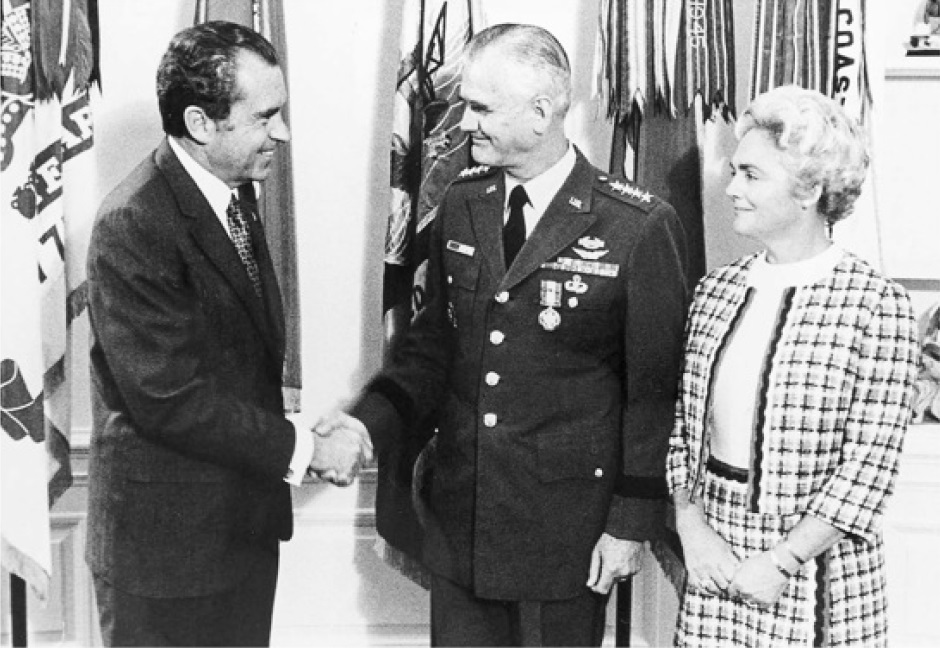
1972年6月30日，尼克森總統向魏摩蘭上將授予陸軍傑出服役勳章

由于越南战争期间威斯特摩兰時常吹嘘美军“战果”，被国内反战者视为“战争贩子”、“危险将军”，其画像時常当众烧毁。但他本人一直坚持认为美国没有输掉战争。1982年，哥伦比亚广播公司拍摄“无数的敌人——越南骗局”的战争记录片，魏摩兰将其告上法院，索赔1.2亿美元，最后庭外和解。2005年7月18日晚间在位于南卡罗来纳州查尔斯顿的一处老人退休之家中去世。

## 勳章
| 戰鬥步兵勳章      |
| 陸軍飛行員勳章    |
| 跳傘大師勳章      |
| 陸軍參謀識別勳章  |
| 16個 海外服務勳章 |

| | Army Distinguished Service Medal with three bronze 陸軍傑出服役勳章 |
| | 功績軍團                                                            |
| | 銅星獎章                                                            |
| Silver oak leaf cluster · Bronze oak leaf cluster · Bronze oak leaf cluster · Bronze oak leaf cluster · Bronze oak leaf cluster | 航空勳章                                                            |
| | 陸軍總統單位引文                                                    |
| Bronze star | 美國國防服役紀念章 with one bronze service star                     |
| | 美國戰役獎章                                                        |
| | 歐洲-非洲-中東戰役勳章 with seven service stars                     |
| | 第二次世界大戰勝利勳章                                              |
| | Army of Occupation Medal with 德國佔領軍勳章                        |
| Bronze oak leaf cluster | 國防部勳章 with oak leaf cluster                                    |
| | 韓國服役獎章 with two 3⁄16" bronze stars                            |
| | 越南服役獎章 with six 3⁄16" bronze stars                            |

國外獎項
| 三位一體騎士大十字勳章                 |
| 榮譽軍團，騎士 (法國)                  |
| 第二次世界大戰Croix de guerre (法國)   |
| 國家安全功績勳章 金牌 (韓國)           |
| 國家安全功績勳章 (韓國)                |
| 越南國家騎士大十字勳章 (越南共和國)    |
| 越南共和國一等服務令（陸軍）           |
| 越南共和國一等服務令（空軍）           |
| 越南共和國一等服務令（海軍）           |
| 越南共和國Gallantry Cross              |
| 越南共和國武裝部隊榮譽勳章，一等獎     |
| 越南共和國民事訴訟一等獎               |
| 越南共和國Chuong My獎章，一級          |
| 西卡圖納勳章 (菲律賓)                  |
| 最受尊敬的 騎士大十字勳章，一等 (泰國) |
| 軍事功績令 (巴西)                      |
| 旭日章 (日本)                          |
| 雲麾勳章，二等(中華民國)               |
| 大韓民國總統府引文                     |
| 越南勇士跨單位引文                     |
| 越南民事行動獎章單位引文               |
| 聯合國韓國獎章                         |
| 越南戰役獎章                           |

## 外部連結
一般
- C-SPAN內的頁面（英文）
- Westmoreland's political donations
- An article on the CBS documentary controversy by LTC Evan Parrott for the Air War College
- PDF copies of MG McChristian's deposition for the CBS trial
- A biography on William Westmoreland at Encyclopaedia Britannica （页面存档备份，存于）
- MG McChristian's deposition concerning his participation in the documentary and clarifying his observation of the facts
- Analysis of the broadcast by Professor Peter Rollins of Oklahoma State University, hosted on Vietnam Veterans website
- William C. Westmoreland Collection US Army Heritage and Education Center, Carlisle, Pennsylvania
- 1981 video interview with Westmoreland about U.S. military involvement in Vietnam （页面存档备份，存于）

訃聞
- Initial report on the death of Westmoreland （页面存档备份，存于） from the Associated Press
- Obituary: General Commanded Troops in Vietnam （页面存档备份，存于） from the Washington Post
- Gen. Westmoreland, Who Led U.S. in Vietnam, Dies （页面存档备份，存于） from the New York Times
- Commander of US forces in Vietnam dies aged 91[] from The Times
- A general who fought to win from The State
- 'Westy' recalled as noble, tragic from The State
- Farewell salute to a fine soldier （页面存档备份，存于） from The Washington Times
- General Westmoreland's Death Wish and the War in Iraq from CommonDreams.org